# Liquid Soul
 (juillet 2013).
Si vous disposez d'ouvrages ou d'articles de référence ou si vous connaissez des sites web de qualité traitant du thème abordé ici, merci de compléter l'article en donnant les références utiles à sa vérifiabilité et en les liant à la section « Notes et références ».
Liquid Soul est un groupe de musique de Chicago qui mélange le jazz, le funk et le rap.

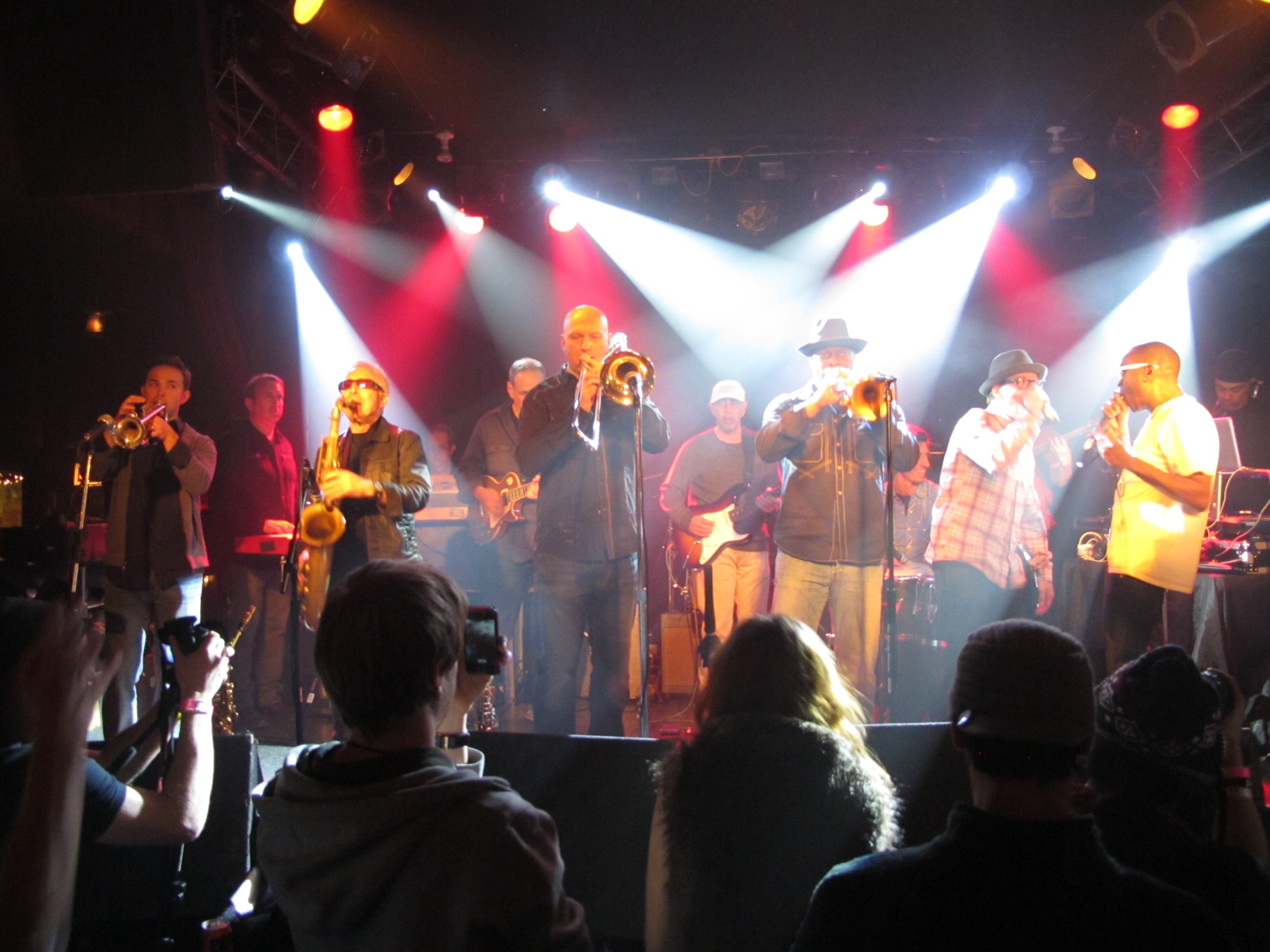
Concert anniversaire des 20 ans de Liquid Soul à Chicago en janvier 2013.

Il a été créé par Mars Williams et Tommy Klein en 1993. L'album Here's the Deal, sorti en 2000, a été nommé en 2001 pour un Grammy Award dans la catégorie Best Contemporary Jazz Album.

## Membres du groupe

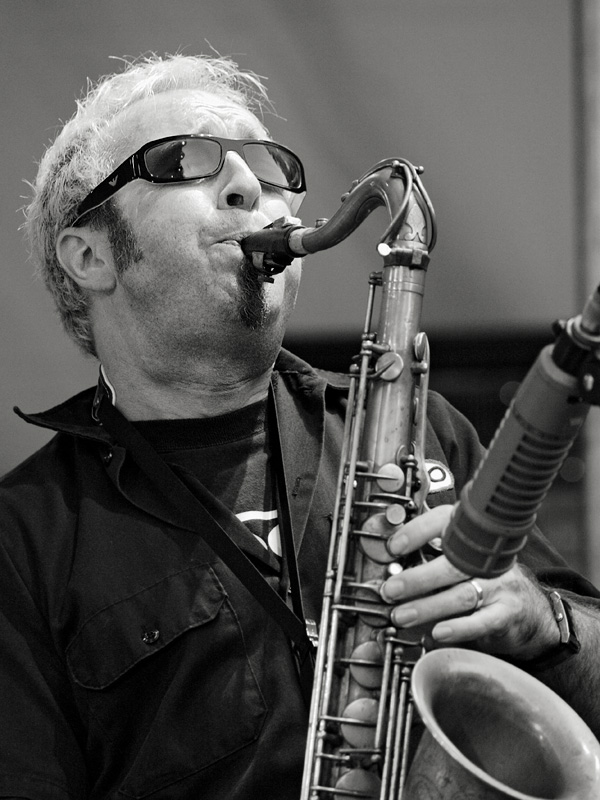
Mars Williams, Offside Festival 2008, Allemagne.

- Josh Ramos - Guitare Basse
- Race - MC
- Tommy Klein - Guitare
- Boy Elroy - Beatbox/DJ
- Doug Corcoran - Trompette/Clavier
- Jonathan Marks - Percussions
- Mars Williams - Saxophone

Anciens membres :
- Brian "MCB" Quarles - MC
- Dirty MF - MC
- Dan Leali - Percussions
- Ron Haynes - Trompette
- John Janowiak - Trombone
- Tom Sanchez - Guitare
- Eddie Mills - DJ
- Ajax - DJ
- Bret Zwier - Percussions
- Rick Showalter - Guitare Basse
- Phil Ajjarapu - Guitare Basse
- Lisa Simone - Voix
- Jesse De La Pena - original DJ

## Discographie
- Liquid Soul (1996)
- Make Some Noise (1998)
- Here's the Deal (2000)
- Evolution (2002)
- One-Two Punch (2006)